# هيشو
هيشو (بالصينية: 贺州市) هي مدينة من مدن الصين. يبلغ عدد سكانها 2,090,000 نسمة حسب إحصائيات سنة 2004. يبلغ ارتفاع المدينة عن سطح البحر قرابة 107 متر. تبلغ مساحتها 11854 كم².

## وصلات خارجية
- الموقع الرسمي